# La Villette (Seine)
La Villette war eine ehemals selbständige Gemeinde im ehemaligen Département Seine, ehe sie von Paris eingemeindet und zum Quartier de la Villette wurde.

## Lage
Die Gemeinde lag als selbständige Gemeinde im Nordosten von Paris. Heute liegt sie an der Stadtgrenze zum Département Seine-Saint-Denis.

## Namensursprung
Der Ursprung liegt wohl im lateinischen villa, die Bezeichnung für ein „kleines Anwesen“ oder später für ein „kleines Dorf“. Daraus wird das französische Wort ville (Stadt) und dann die Verkleinerungsform villette.
Auch in der galloromanischen Sprache Oïl bedeutet villette „kleines Haus auf den Feldern“ oder „sehr kleine Stadt“.

## Geschichte

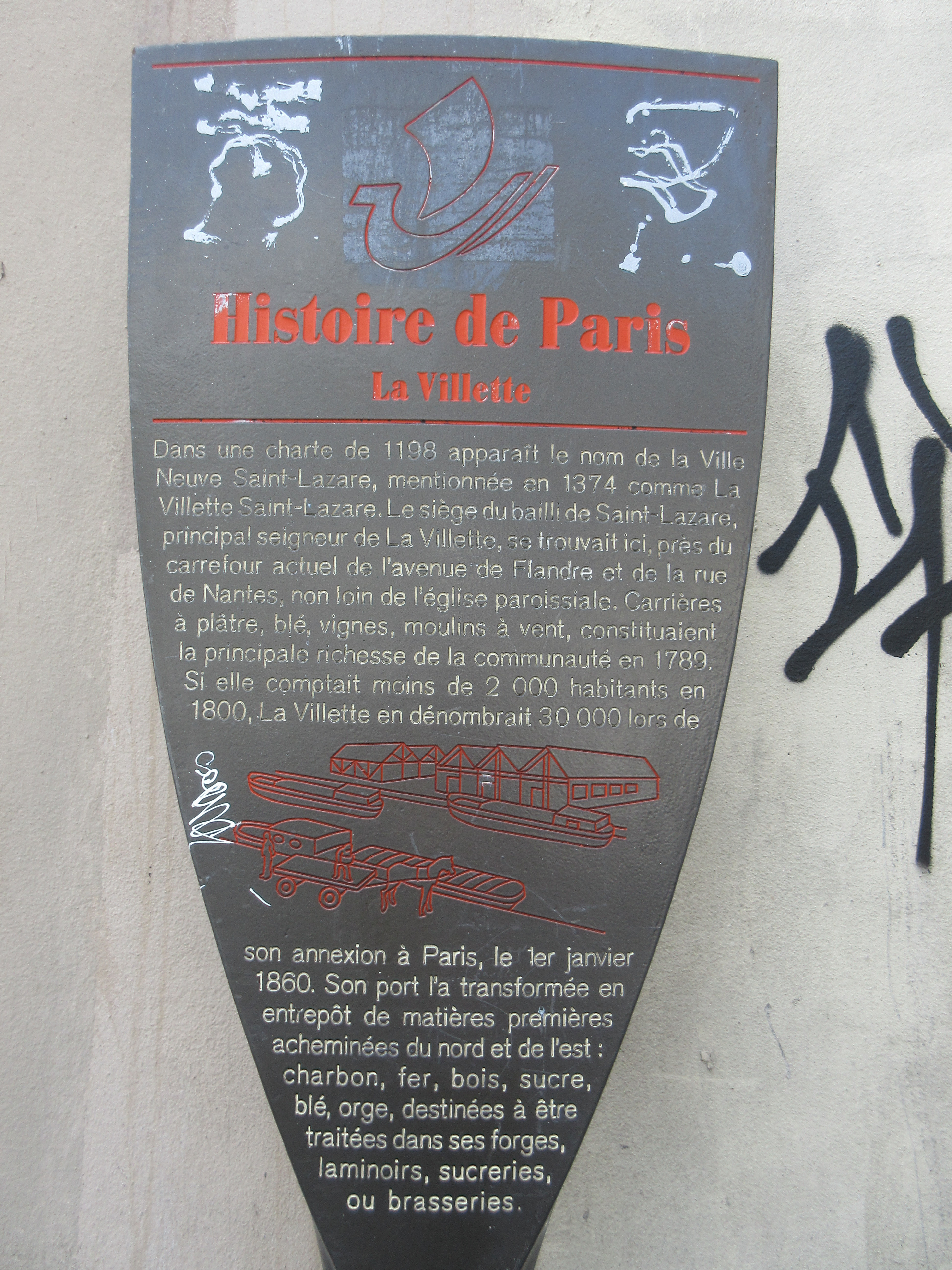
Historische Anzeigetafel «La Villette».
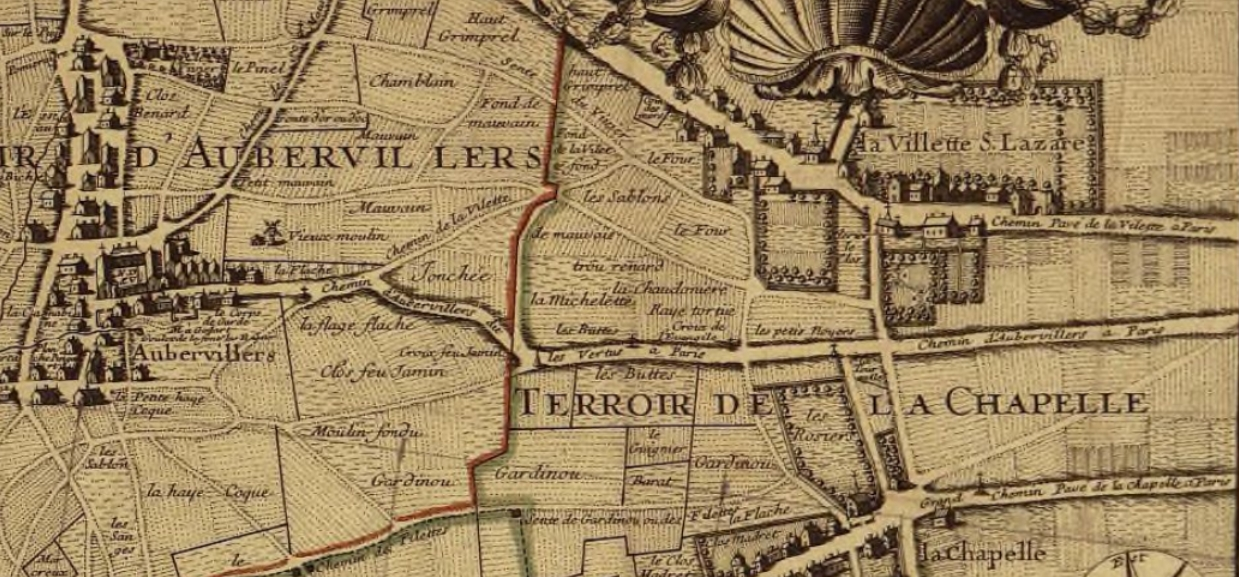
Gebiet von La Villette-Saint-Lazare um 1707

### Antike
An dieser Stelle befand sich ursprünglich ein gallo-römisches Dorf an der Römerstraße, die nach Flandern führte (heute Avenue de Flandre und Avenue Corentin Cariou).

### Mittelalter
Im Jahr 849 war La Villette aux pauvres (Dorf der Armen) bereits ein Nebengebäude der Maladrerie Saint-Ladre (Krankenstation Saint-Ladre), die weiter südlich am Stadtrand von Paris, zwischen der Rue du Faubourg Poissonnière und der Rue du Faubourg Saint-Denis, lag und eine Abteilung des Klosters Saint-Laurent war. Um 1198 hieß der Ort Ville Neuve Saint-Ladre, im 13. Jahrhundert hieß es auf Lateinisch Villeta Sandi Lazari und wurde um 1426 zu La Villette-Saint-Ladre-lez-Paris oder sogar La Villette-Saint-Lazare.
Die Mönche, die am Anfang nur ein kleines Stück Land besaßen, ließen dort eine Villa oder Villette errichten, eine Art Erholungs- und Altenheim für Mönche. Im 12. Jahrhundert wurde die Leprastation Saint-Lazare wieder aufgebaut und die Einrichtung erlangte mehr Autonomie gegenüber dem Prior von Saint-Laurent. Die Anlage wurde dann von den aus dem Heiligen Land vertriebenen Hospitalitern übernommen.
Im Westen gehörte damals das Land, das in der Renaissance zwischen der späteren Rue de la Religion und der heutigen Rue de Crimée lag, zum dionysischen Weiler La Chapelle. Nördlich der Rue de Crimée und des Chemin des Flandres  liegen die fruchtbaren Weiden von Aubervilliers und jenseits der künftigen Rue de Nantes jene von Pantin, die von der Pariser Abtei St-Martin-des-Champs gepachtet wurden. Sie war Eigentümer seit Ende des 12. Jahrhunderts, bis sie zu Beginn des 13. Jahrhunderts an die königliche Abtei Saint-Denis abgetreten wurden.
Die Mönche von Saint-Lazare behielten jedoch ihre kleine Enklave. Sie übten Rechtsprechung im Gebiet von La Villette aus und verfügten über eine mit Bannrecht versehene Kelter. Der Galgen mit Zwangsjacken, der die nordöstliche Grenze des Pachtgrundstücks markierte, sowie das Gefängnis dienten als Willkommensgruß an der Kreuzung der heutigen Rue de Nantes und der Avenue de Flandre. An dieser Stelle wurde im 14. Jahrhundert die erste Kirche errichtet. Sie wurde unter den Schutz der Heiligen Jakob und Christophorus gestellt.
Philipp II. ließ eine unterirdische Wasserleitung bauen, um das in Pré-Saint-Gervais aufgefangene Wasser zum Enclos Saint-Lazare zu leiten. Im 16. und 17. Jahrhundert gab es mehrere Projekte zum Bau eines Kanals. Das letztgenannte Projekt war das Werk des Ingenieurs Riquet, das jedoch erst unter dem Konsulat fertiggestellt wurde.

### Vor der Revolution
Dieses Dorf, das hauptsächlich von der Landwirtschaft lebte (Weizen und Weinbau), gewann bald an Bedeutung: Die wohlhabende Gesellschaft von Paris errichtete hier ihre Wochenendhäuser.
Die in der zweiten Hälfte der 1780er Jahre erbaute Mauer der Generalpächter markierte die neue Grenze zwischen Paris und La Villette. Mehrere Übergänge ermöglichten den Zugang von und nach Paris:
- Barrière des Vertus, am Chemin des Vertus (Rue d’Aubervilliers)
- Barrière de la Villette, auf der Route de Flandre (Avenue de Flandre)
- Barrière Saint-Martin, genannt Rotonde de la Villette
- Barrière de Pantin, auf der Route d’Allemagne (Avenue Jean Jaurès)
- Barrière de la Boyauderie et du Combat, auf der Route d’Allemagne (Rue de Meaux)

### Nach der Revolution
Im Jahr 1790 wurde das Dorf von der verfassunggebenden Versammlung zur Gemeinde erklärt. Per Erlass vom 25 fructidor an IX (12. September 1801) wurde La Villette verwaltungsmäßig dem Kanton Pantin zugeordnet.
Der Erlass vom 29 floréal an X (19. Mai 1802), unterschrieben von Napoleon Bonaparte, ordnete die Schaffung des Pariser Kanalnetzes an.
- Canal de l’Ourcq und das Bassin de la Villette (1808)
- Canal Saint-Denis (1821)

Die Schifffahrt brachte große Veränderungen für die Siedlung mit sich: Sie wurde von einem Wohnort zu einem Industrieort. Die Gemeinde war auch geprägt durch die Anbindung ans Eisenbahnnetz:
- Bahnstrecke Paris–Strasbourg zwischen Paris und Meaux im Jahr 1849
- Chemin de Fer de Petite Ceinture für den Güterverkehr ab 1854

Die Pfarrkirche befand sich an der Hauptstraße (heute Avenue de Flandre an der Ecke zur heutigen Rue de Nantes). Ein königlicher Erlass vom 17. November 1837 ermächtigte die Gemeinde, Land zum Bau der neuen Kirche zu erwerben. Die Arbeiten begannen 1841 und die Église Saint-Jacques-Saint-Christophe de la Villette wurde 1844 eingeweiht.
1808 wurde in der Avenue de Flandre ein erstes Rathaus errichtet. Es wurde zwischen 1837 und 1850 durch ein zweites am Quai de l’Oise Nr. 2 ersetzt, dann durch ein drittes an der Rue de Bordeaux Nr. 13 (heute Nr. 160, Rue de Crimée). Letzteres wurde bis 1876 als Rathaus des 19. Arrondissement (Paris) genutzt.
Der Bau der Thiersschen Stadtbefestigung begann 1840, wodurch La Villette sich zum großen Teil innerhalb der Stadtmauern befand. Ein kleines Gebiet im Norden (Camps und la Michelette) im Norden bleibt noch außerhalb. Zugänge gab es bei folgenden Toren:
- Porte d’Aubervilliers
- Durchfahrt auf dem Canal Saint-Denis
- Porte de la Villette
- Durchfahrt der Eisenbahn
- Durchfahrt auf dem Canal de l’Ourcq
- Porte de Pantin
- Nebentor von Le Pré-Saint-Gervais oder Porte Chaumont

### Anbindung an Paris

Quartiers im 19. Arrondissement

La Villette ist eine der vier Gemeinden, die durch das Gesetz vom 16. Juni 1859 vollständig an Paris angegliedert wurden (die anderen drei sind Belleville, Grenelle und Vaugirard). Die Gemeinde wird Teil des 19. Arrondissement und in vier Verwaltungsbezirke (Quartier) eingeteilt.

## Persönlichkeiten der Gemeinde
- Paul Cottin, dessen Familie aus der Gemeinde stammt, Kurator der Bibliothèque de l’Arsenal
- Henry Deutsch de la Meurthe (1846–1919), französischer Industrieller und Mäzen
- Alfred Sommier, französischer Industrieller